# Polyglyptodes cornigera
Polyglyptodes cornigera är en insektsart som beskrevs av Carl Stål. Polyglyptodes cornigera ingår i släktet Polyglyptodes och familjen hornstritar. Inga underarter finns listade i Catalogue of Life.